# وی اسپورتس
وی اسپرتز(به انگلیسی: Wii Sports) یک بازی ورزشی تولید شده توسط نینتندو و به‌طور انحصاری برای وی است. و اولین بار در آمریکای شمالی و ۱۹ نوامبر ۲۰۰۶ انتشار یافت، و در ماه بعدی در ژاپن، استرالیا و اروپا منتشر شد. در تمام وی‌های به فروش رفته در ژاپن یک نسخه از این بازی قرار داشت.
این بازی از طریق مجازی‌سازی پنج ورزش تنیس، بیس‌بال، بولینگ، گلف و بوکس و همچنین استفاده از وی ریموت نوع جدیدی بازی را به وجود آورد که در آن بازیکن باید از طریق حرکت دسته‌ها ورزش کند.